# Dissoctena affinis
Dissoctena affinis är en fjärilsart som beskrevs av Walsingham 1891. Dissoctena affinis ingår i släktet Dissoctena och familjen säckspinnare. Inga underarter finns listade i Catalogue of Life.